# Pararoncus yosii
Pararoncus yosii är en spindeldjursart som först beskrevs av Kuniyasu Morikawa 1960.  Pararoncus yosii ingår i släktet Pararoncus och familjen spinnklokrypare. Inga underarter finns listade i Catalogue of Life.